# Constituția Ciprului
Statul Cipru este o republică independentă și suverană. Constituția din 1960 prevede că președintele este grec, iar vice-președintele turc. Populația este alcătuită dintr-o comunitate greacă și o comunitate turcă. Limbile oficiale ale Republicii sunt greaca și turca.

## Contextul istoric
Ciprul a cunoscut o perioadă otomană între anii 1571 și 1878 și o perioadă britanică între anii 1878 și 1959.
În perioada otomană în insulă a fost introdus un nou element etnic, iar țăranii greci au putut deveni proprietari ai unor suprafețe de pământ. Otomanii nu au interzis ortodoxia. Treptat, arhiepiscopul Ciprului a devenit și lider al comunității etnice grecești. Au fost impuse taxe și comise abuzuri de către otomani. Pentru a scăpa de taxe, mulți ciprioți s-au convertit la Islam, însă o mare parte din aceștia au rămas creștini. În 1863 apare termenul de linobambaki; el se referea la cei care pe dinafară erau musulmani, dar în sinea lor erau creștini (datorită faptului că acei ciprioți purtau haine țesute cu in și bumbac, având două fețe, corespunzătoare celor două religii).
Între 1572 și 1668 au avut loc 28 de răscoale, care au fost înăbușite. În 1670 Cipru a devenit pașalâc. Otomanii au fost înfrânți de ruși în 1877 și au semnat Pacea de la San Stefano. La data de 9 iulie 1878, în cadrul Congresului de la Berlin, s-a revizuit Pacea de la St. Stefano și s-a anunțat că Ciprul va trece sub administrația Regatului Unit. Britanicii au semnat o înțelegere secretă cu sultanul pe 4 iunie 1878, prin care el cedează Ciprul, iar britanicii se obligau să-l apere în cazul unor atacuri din partea Rusiei.
Britanicii au mărit impozitele în Cipru din dorința de a-și recupera banii. Prin Pacea de la Lausanne, din 24 iulie 1923, a fost întărită autoritatea britanică în Cipru, iar turcii ciprioți au fost sfătuiți de statul turc să părăsească insula. În 1925 britanicii declară Ciprul ca fiind colonie a coroanei britanice, sub o constituție nedemocratică. Grecii ciprioți au urmărit o unire cu Grecia ( enosis).
În 1929 s-a înființat Uniunea Națională Radicală, care urmărea unirea cu Grecia. În 1931 NRU emite o proclamație de protest împotriva britanicilor, urmată de o răscoală a comunității grecești. Aceasta a fost oprită cu ajutorul trupelor egiptene. Perioada dintre anii 1931 și 1940 este cunoscută ca palmerokrație. În 1955 se înființează organizația EOKA. La data de 11 februarie 1959, la Zurich, a fost realizată o înțelegere cu privire la crearea statului cipriot independent. La 1 iulie 1960, Ciprul devine stat independent. Statul Cipru își obține independența pe 16 august 1960, constituindu-se ca republică federală binațională, în cadrul Commonwealth-ului Britanic.

## Structura constituției
În 1960 s-a constituit o Comisie Comună, la care au luat parte cele trei guverne: cel al Marii Britanii, cel al Greciei și cel al Turciei. Această comisie a căzut de acord în privința anumitor planuri, documentele negociate fiind denumite în ordine alfabetică, de la Apendice A și până la Apendice U. Apendicele D care este și cel mai cuprinzător, reprezintă Constituția statului cipriot. El conține unsprezece părți, care sunt structurate astfel:
Partea I - Proiectul constituției Republicii Cipru (art.1 - art.5)
Partea II – Drepturile și libertățile fundamentale (art.6 – art.35)
Partea III – Președintele Republicii, Vice-președintele Republicii și Consiliul de Miniștrii (art.36 – art.60)
Partea a IV-a – Camera reprezentanților (art.61 – art.85)
Partea a V-a –Camerele Comune (art.86 – art.111)
Partea a VI-a –Demnitarii independenți ai Republicii (art. 112-121)
Partea a VII-a –Serviciul public (art.122- art.128)
Partea a VIII-a –Puterile Republicii (art. 129 –art. 132)
Partea a IX-a -Curtea Constituțională Supremă (art. 133- art.151)
Partea a X-a –Înalta curte și curțile subordonate (art.152 –art. 164)
Partea a XI-a Prevederile financiare (art.165 –art.168)

### Trăsături
Actele și documentele legislative trebuie publicate în ambele limbi.
Ciprul are un sistem de drept anglo-saxon.
O femeie căsătorită va face parte din comunitatea căreia îi aparține soțul ei.
Un tânăr sau o tânără sub 21 de ani, necăsătorit(ă), face parte din comunitatea în care tatăl lui(ei) se află. În cazul în care tatăl este necunoscut, tânărul va face parte din comunitatea din care face parte mama sa.
Orice persoană are dreptul de a se adresa autorităților Republicii în oricare din cele două limbi oficiale (greaca și turca).
Republica trebuie să aibă un singur steag, cu o cromatică și un design neutru, pe care Președintele și Vice-președintele Republicii îl hotărăsc.
De sărbători, autoritățile și instituțiile comune, au dreptul de a alătura steagului Republicii, pe cel al Greciei și pe cel al Turciei.
În anumite condiții, dreptul la viață este limitat; de exemplu, când se săvârșește crimă premedită sau când sunt aduse ofense grave asupra legii militare.
Nici o persoană nu trebuie supusă torturii sau tratamentului sau pedepsei care umilește (degradează) în mod inuman.
Nici o lege nu trebuie să fie de acord cu o pedeapsa a cărei greutate este mai mare în comparație cu gravitatea actului ofensator.

### Instituții
Puterea legislativă este deținută de Guvern și Camera reprezentanților.
Puterea executivă este deținută de Președinte, Vice-Președinte și Guvern.
Puterea judecătorească este deținută de Curtea Supremă de Justiție și de curțile subordonate acesteia.